# Singhala helleri
Singhala helleri – gatunek chrząszcza z rodziny poświętnikowatych, podrodziny rutelowatych i plemienia Anomalini.
Gatunek ten został opisany w 1905 przez Friedricha Ohausa.
Ciało długości od 7 do 8 mm i szerokości 4 mm, jajowate w obrysie, wypukłe, gładkie i błyszczące, pomarańczowo-czerwone lub czekoladowo-brązowe z nadustkiem i spodem (z wyjątkiem odwłoka i stóp) jasnym, o skąpym owłosieniu ograniczonym do spodniej strony. Głowa i przedplecze punktowane delikatnie i raczej równomiernie, tarczka delikatnie i skąpo, a pygidium i zapiersie raczej grubo. Boki przedplecza silnie zaokrąglone, kąty przednie prawie proste, tylne prawie zanikłe, nasada lekko zaokrąglona z przerwaną pośrodku linią brzeżną. Golenie odnóży przednich opatrzone dwoma ostrymi zębami, a dłuższe pazurki przednich i środkowych przedzielone. Na pokrywach po siedem rzędów silnych, gęsto rozmieszczonych punktów, z których drugi przerwany jest u nasady.
Chrząszcz orientalny, endemiczny dla Indii, znany z Wybrzeża Malabarskiego.